# 남성현터널
남성현터널(南省峴터널)은 경상북도 청도군 화양읍 다로리에서 경산시 남천면 하도리를 잇는 국도 제25호선의 쌍굴 터널로, 1995년에 착공하여 청도 ~ 경산 구간의 도로 18.2km와 함께 2013년 7월 1일 개통하였다.

## 연혁
- 2013년 6월 30일: 국도 제25호선 확장 공사 구간 중 남천 ~ 청도 1구간(경산시 남천면 흥산리 ~ 청도군 화양읍 다로리)이 개통되었다.

## 개요
남성현터널의 북부는 경산시 남천면 하도리, 중앙부는 청도군 화양읍 송금리, 남부는 청도군 화양읍 다로리에 걸쳐있다. 청도군 내 출입구는 화양읍 다로리에 있고 경산시 남천면과 대구광역시 달성군 가창면의 경계 인근에 솟아 있는 상원산(上院山, 해발 673.4m)에서 남동쪽으로 뻗은 산줄기 아래를 통과한다.
터널을 지나면 북쪽으로 길이 325m의 남천과선교를 지나 경산시의 중심시가지로 연결되며 남쪽으로는 청도군 청도읍에 도달한다. 2019년 평균일교통량은 상행과 하행 각각 5,892대에 달한다.
남쪽으로 약 700m 지점에는 경부선 남성현역이 있다. 남성현터널 동쪽으로는 경부선의 성현터널이 통과하며, 경부선 성현터널 인근에 있는 옛 성현터널은 열차가 다니지 않고 청도 와인터널으로 조성되어 청도군의 대표적인 관광지 중 하나가 되었다.

## 같이 보기
- 국도 제25호선
- 새마을로